# Михайловка (Нижнеингашский район)
Михайловка — деревня в Нижнеингашском районе Красноярского края. Входит в состав Соколовского сельсовета.

## География
Деревня находится в восточной части края, в пределах таёжной лесорастительной зоны, на расстоянии приблизительно 14 километров (по прямой) к северо-востоку от Нижнего Ингаша, административного центра района. Абсолютная высота — 252 метра над уровнем моря.
Климат
Климат характеризуется как резко континентальный, с продолжительной морозной малоснежной зимой и коротким жарким летом. Зима продолжается в течение 6-7 месяцев. Абсолютный минимум температуры воздуха составляет −51 °C (по данным метеостанции г. Канска). Продолжительность периода с температурой более 10˚С составляет 100—110 дней. Среднегодовое количество атмосферных осадков составляет 484 мм.

## История
Основана в 1900 году. По данным 1926 года в деревне имелось 107 хозяйств и проживало 535 человек (272 мужчины и 263 женщины). В национальном составе населения того периода преобладали белорусы. В административном отношении являлась центром Михайловского сельсовета Нижне-Ингашского района Канского округа Сибирского края.

## Население
| 2010 |
| ---- |
| 173  |

Половой состав
По данным Всероссийской переписи населения 2010 года в гендерной структуре населения мужчины составляли 49,7 %, женщины — соответственно 50,3 %.
Национальный состав
Согласно результатам переписи 2002 года, в национальной структуре населения русские составляли 87 % из 191 чел.